# 東周英雄伝

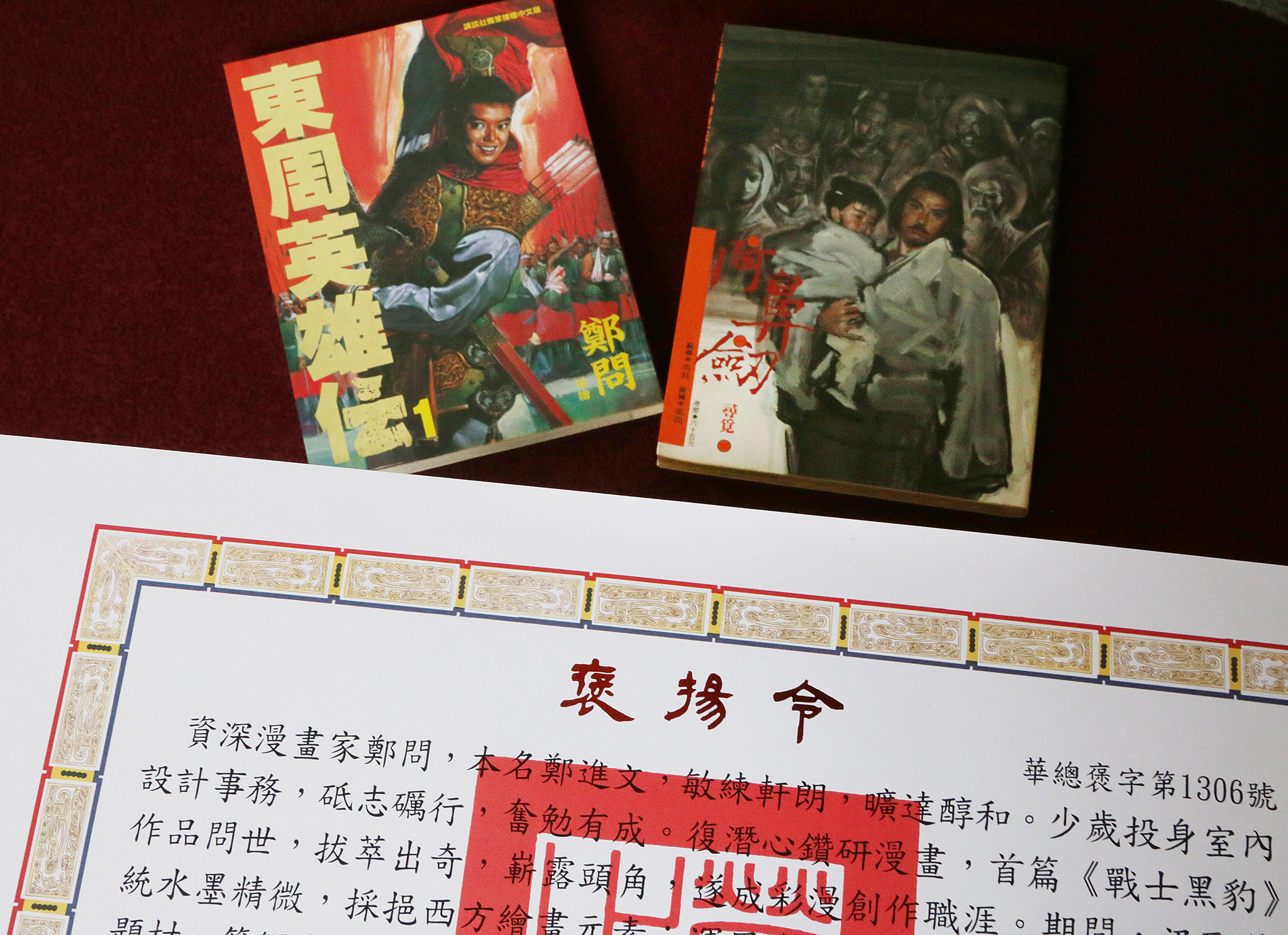
2017年作者鄭問に贈られた褒揚令

『東周英雄伝』（とうしゅうえいゆうでん）は、台湾の漫画家・鄭問が日本で発表した漫画作品。東周時代（春秋戦国時代）中国の故事を描いた各話完結の歴史漫画。講談社『モーニング』にて1990年11号から1993年33号まで連載。単行本全3巻。第20回（1991年度）日本漫画家協会賞優秀賞受賞。

## 背景
本作は鄭問の代表作とされる。鄭問は本作で日本デビューを果たし、日本漫画家協会賞優秀賞を日本人以外で初めて受賞した。
連載は講談社側の依頼で始まった。依頼に対し鄭問は「ペンとスクリーントーンを使わない」という条件を提示し、墨と毛筆、手のひら、砂絵、歯ブラシ、ポリ袋、果ては生きたゴキブリまでをも画材として執筆した。締切が迫っても細部にこだわり、芸術作品としての質を追究した。
1995年公開の長編アニメ『孔子傳』（出崎統監督、NHK製作）は、本作を原作とするが、内容は大きく異なる。

## 各話一覧
※単行本（KCデラックス版）に基づく。話数表記は「英雄ノ○」（例: 第1話は「英雄ノ一」）。各巻末に「関連年表・地図」と「跋」（著者あとがき）、第3巻末に「書き下ろしイラスト集」「訳者あとがき」を収録。
| 巻 | 話数 | 題                            | 備考                           |
| -- | ---- | ----------------------------- | ------------------------------ |
| 1  | 1    | 名を貪った男 要離             |                                |
| 1  | 2    | おれの舌はまだあるか？ 張儀   |                                |
| 1  | 3    | 天下無双 信陵君無忌           |                                |
| 1  | 4    | 三百野人 秦の穆公             |                                |
| 1  | 5    | 萬世師表 孔子                 |                                |
| 1  | 6    | 春秋一霸 斉の桓公             |                                |
| 1  | 7    | 仙女下凡 西施                 |                                |
| 1  | 8    | 恨吞天下 秦の始皇帝           |                                |
| 2  | 9    | 崔杼弑君 斉国の太史           |                                |
| 2  | 10   | 中国兵聖 孫子                 |                                |
| 2  | 11   | 窮刺客 鉏麑                   |                                |
| 2  | 12   | 刎頸の交わり 藺相如と廉頗     |                                |
| 2  | 13   | 萬箭穿心 孫臏と龐涓           |                                |
| 2  | 14   | 龍哭千里 介子推               |                                |
| 2  | 15   | 壮絶三勇士 隰侯重・華周・杞梁 | 荘公光に仕えた勇士たちを描く。 |
| 2  | 16   | 黄泉相見 潁考叔               |                                |
| 3  | 17   | 糞尿将軍 斐豹                 |                                |
| 3  | 18   | 愛国詩人 屈原                 |                                |
| 3  | 19   | 貪財将軍 王翦                 |                                |
| 3  | 20   | 意志なき君主 衛の懿公         |                                |
| 3  | 21   | 美しき棘の花 處女             |                                |
| 3  | 22   | 痛哭七夜 申包胥               |                                |
| 3  | 23   | 工匠思想家 墨子               |                                |
| 3  | 24   | 放言の神箭手 養由基           |                                |

## 書誌情報
- 鄭問著、徳田隆訳『東周英雄伝』講談社〈KCデラックス〉、全3巻
  1. 1990年12月14日発売、ISBN 978-4-06-313190-1
  2. 1991年09月18日発売、ISBN 978-4-06-313242-7
  3. 1993年10月20日発売、ISBN 978-4-06-319424-1
- 鄭問著、徳田隆訳『東周英雄伝』講談社〈講談社漫画文庫〉、全3巻
  1. 1994年12月02日発売、ISBN 978-4-06-260007-1
  2. 1994年12月02日発売、ISBN 978-4-06-260008-8
  3. 1995年02月02日発売、ISBN 978-4-06-260019-4
- 鄭問『東周英雄傳』大辣出版、全3巻、2012年 ※原語版